# Maldanidae

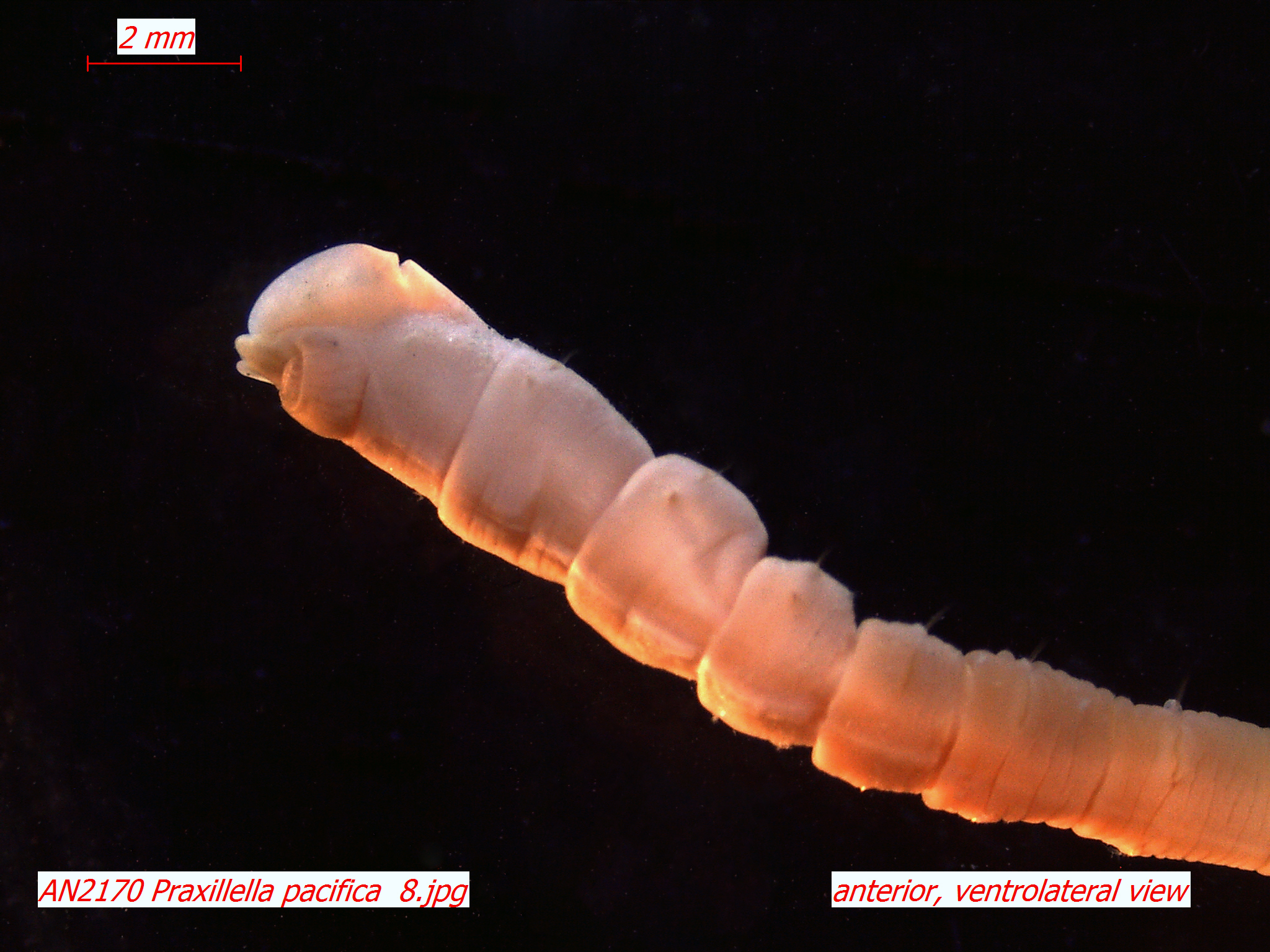
Praxillella pacifica

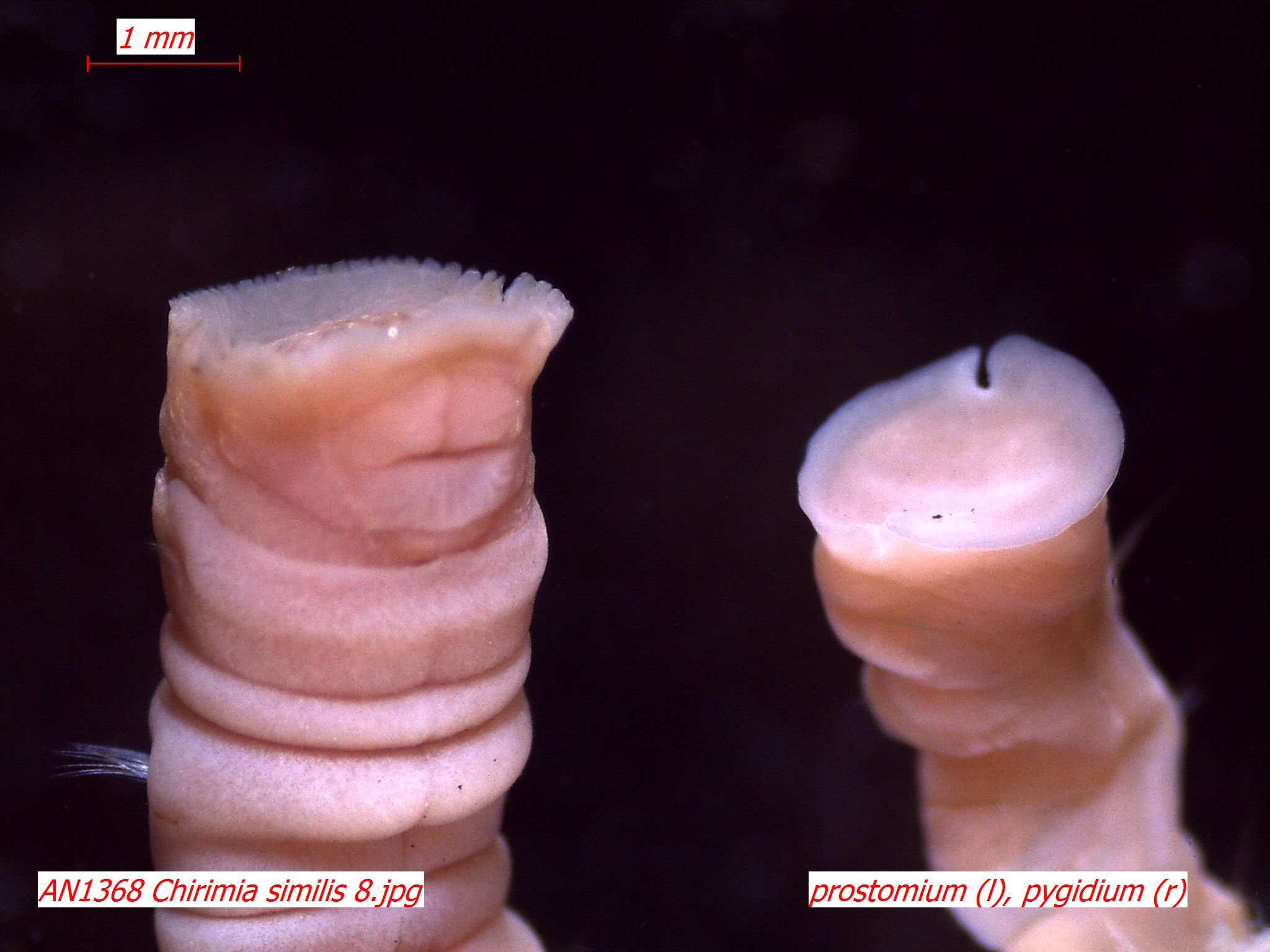
Chirimia similis

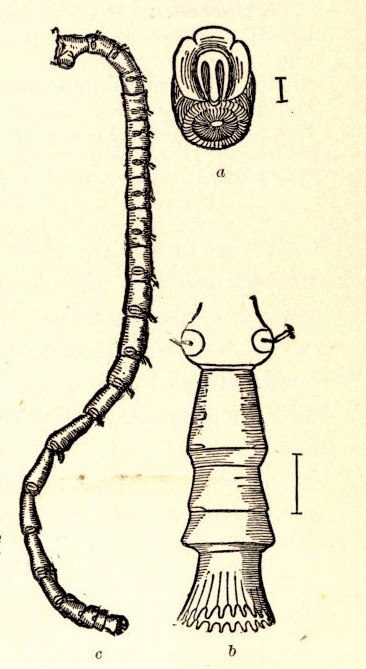
Clymenella torquata

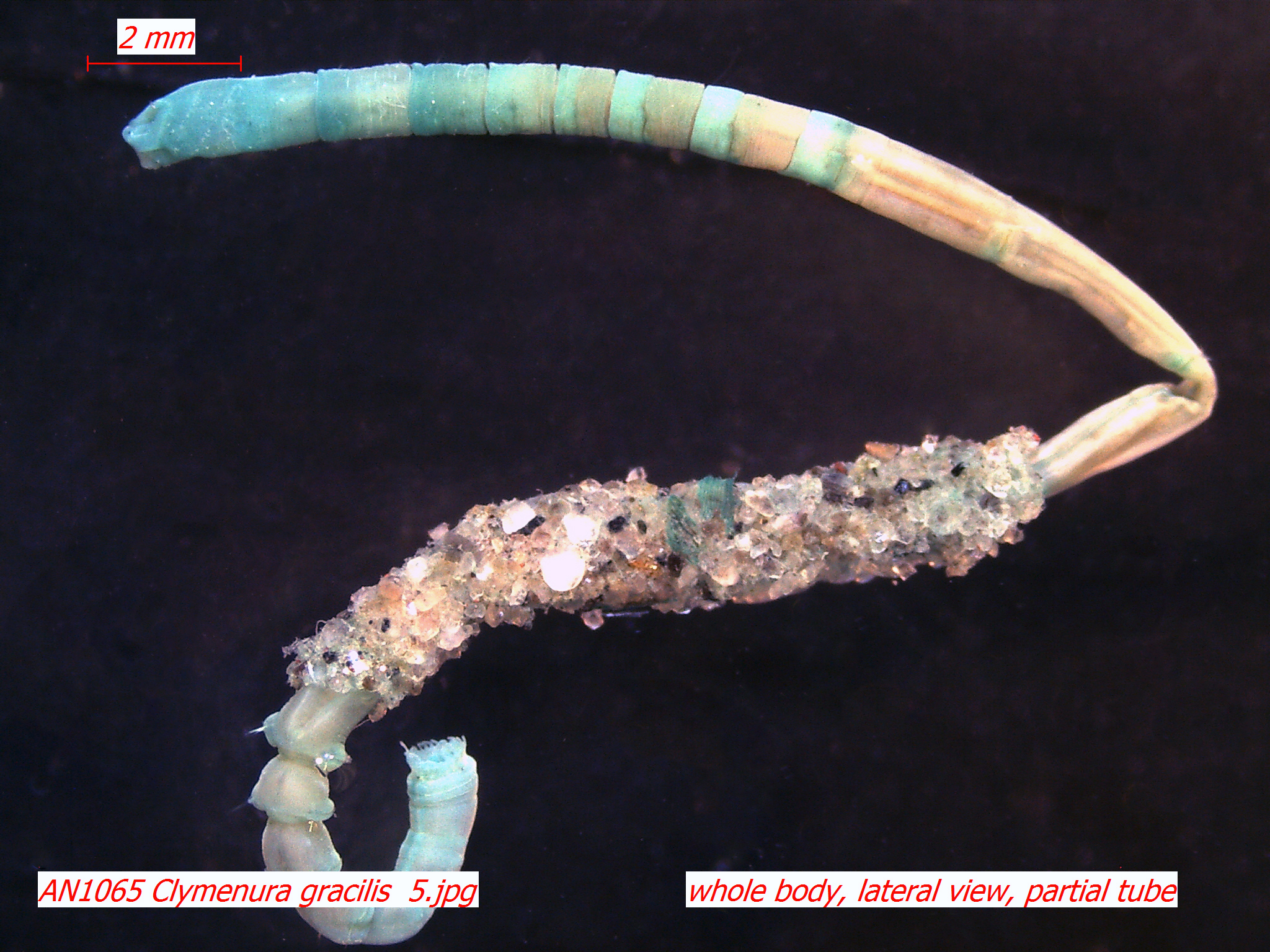
Clymenura gracilis

Maldanidae ist der Name einer artenreichen Familie von Vielborstern (Polychaeta), die in Meeren weltweit als Detritusfresser insbesondere in Röhren in Sand im Küstenbereich und auf den Kontinentalschelfen zu finden sind.

## Merkmale
Die Maldanidae erreichen Körperlängen von 3 mm bis mehr als 20 cm. Das Prostomium ist mit dem Peristomium und manchmal noch einem weiteren, borstenlosen Segment zu einem stumpfen Kopf verschmolzen, der keinerlei Antennen oder Palpen trägt, aber über ein Paar Nuchalschlitze verfügt. Bei den Unterfamilien Euclymeninae und Maldaninae sitzen am Kopf ein Kopfsaum und Kopfkiel sowie am Hinterende eine Analplatte, die gezähnt oder mit Cirren versehen sein kann.
Sämtliche Arten der Maldanidae haben eine festgelegte Anzahl an Segmenten, die sie bei Verlust am Vorder- oder Hinterende wieder in genauer Anzahl ersetzen können. In der Mitte des Körpers gibt es jedoch lebenswichtige Segmente – typischerweise das 8., 9. und 10. –, deren Zerstörung zum Tod der Tieres führt. Die Segmente sind sehr lang, wodurch der Körper entfernt an Bambusstengel erinnert. Die Parapodien sind zu niedrigen, um das Segment herum verlaufenden Rippen reduziert mit einem niedrigen, gerundeten Notopodium, an dem verschiedene kapillarförmige Borsten sitzen, und einem langen, torusförmigen Neuropodium mit Haken in ein oder zwei Reihen.
Die Tiere haben einen ausstülpbaren Pharynx mit einem einfachen axial oder ventral gelegenen Buccalorgan sowie eine Kehlmembran. Das geschlossene Blutgefäßsystem der Maldanidae ist wohl entwickelt. In den Gattungen Branchioasychis und Johnstonia sitzen an den hinteren Segmenten stark durchblutete fingerförmige Fortsätze, die als nicht homolog zu den Kiemen anderer Vielborster gelten. Die Nephridien sind als Mixonephridien ausgebildet, die sich in den ersten Segmenten befinden.

## Lebensraum
Die Maldanidae sind in Meeren von den Polarregionen bis zu tropischen Riffen verbreitet. Sie sind auf den Sedimentböden der Kontinentalschelfe häufig, doch treten sie auch in Seegraswiesen seichter Gewässer, auf Schlammböden und Algenmatten der Gezeitenzone auf. Sie leben in weichen Sedimenten und machen oft einen wichtigen Anteil bentischer Lebensgemeinschaften aus. Die meisten Arten leben unterhalb der Gezeitenzone, und ihre Biologie ist kaum bekannt.
Die Ringelwürmer leben in Wohnröhren, die sie mit körpereigenem Schleim aus Schlamm, Schill oder Sand bauen, oder in gegrabenen Gängen, die sie mit Schleim auskleiden. Die Röhren ragen oft etwa aus dem Sediment heraus.
Nicomache lokii (Nicomachinae) gilt als eine Schlüsselart in der Fauna rund um die hydrothermalen Schlote von Lokis Schloss (englisch Loki's Castle) auf dem Mittelatlantischen Rücken zwischen Grönland und Skandinavien,
auch wenn diese Spezies nur eine von über zehn dort neu entdeckten Arten ist.

## Entwicklungszyklus
Die meisten Arten der Maldanidae sind getrenntgeschlechtlich mit äußerer Befruchtung. Es gibt in der Familie zahlreiche Fortpflanzungstypen, doch sind keine planktonfressenden Larven bekannt. Es treten frei schwimmende, durch Dotter ernährte Larven wie auch direkte Entwicklung der Embryonen zu kriechenden Würmern auf. Bei mehreren Arten der Gattung Micromaldane werden in der Wohnröhre der Mutter 2 bis über 30 Eier befruchtet und bebrütet. Sie entwickeln sich zu Jungwürmern, die schließlich aus der mütterlichen Röhre herauskriechen.

## Ernährung
Die Maldanidae sind insbesondere Substratfresser, die große Menge an Sand verschlucken, die organischen Bestandteile verdauen und die mineralischen Anteile unverändert ausscheiden.

## Gattungen
Die über 200 beschriebenen Arten der Familie Maldanidae werden in folgende Unterfamilien und über 30 Gattungen unterteilt:
- Bogueinae Hartman & Fauchald, 1971
  - Boguea Hartman, 1945
  - Boguella Hartman & Fauchald, 1971
- Euclymeninae Arwidsson, 1906
  - Abyssoclymene Hartman, 1967
  - Aclymene Buzhinskaja, 1995
  - Axiothella Verrill, 1900
  - Caesicirrus Arwidsson, 1911
  - Clymenella Verrill, 1873
  - Clymenura Verrill, 1900
  - Euclymene Verrill, 1900
  - Eupraxillella Hartmann-Schröder & Rosenfeldt, 1989
  - Heteroclymene Arwidsson, 1906
  - Leiochone Grube, 1868
- Lumbriclymeninae Arwidsson, 1906
  - Clymenopsis Verrill, 1900
  - Lumbriclymene Sars, 1872
  - Lumbriclymenella Arwidsson, 1911
  - Nicomachella Ehlers, 1887
  - Praxillura Verrill, 1879
- Maldaninae Arwidsson, 1906
  - Asychis Kinberg, 1867
  - Bathyasychis Detinova, 1982
  - Chirimia Light, 1991
  - Heteromaldane Ehlers, 1908
  - Maldane Grube, 1860
  - Maldanopsis
  - Metasychis Light, 1991
  - Sabaco Kinberg, 1867
- Nicomachinae Arwidsson, 1906
  - Nicomache Malmgren, 1865
  - Petaloproctus Quatrefages, 1866
- Notoproctinae
  - Notoproctus Arwidsson, 1906
- Rhodininae Arwidsson, 1906
  - Rhodine Malmgren, 1865
- ohne Unterfamilie
  - Gravierella Fauvel, 1919
  - Iphianissa Kinberg, 1866
  - Isocirrus Arwidsson, 1906
  - Johnstonia
  - Mandrocles Kinberg, 1866
  - Micromaldane Monro, 1939
  - Minusculisquama Pettibone, 1983
  - Mylitta Kinberg, 1866
  - Neco Kinberg, 1866
  - Petaloclymene
  - Proclymene Arwidsson, 1906
  - Sonatsa Chamberlin, 1919